# Stalag VII A
Stalag VII A Moosburg (Kriegsgefangenen-Mannschafts-Stammlager (Stalag) VII A) – obóz jeniecki dla szeregowców i podoficerów z czasów II wojny światowej. Założony na północ od miejscowości Moosburg an der Isar we wrześniu 1939 roku. Zakładana liczba więźniów – 10 000 osób. Pod koniec wojny w obozie przebywało ok. 80 000 osób, głównie jeńców francuskich i radzieckich.
Około października 1940 roku więzieni tu oficerowie założyli "Fundusz Niesienia Pomocy Wdowom po Poległych Oficerach". Wysokość 1. wysyłki w wysokości 100 RM miała nastąpić w listopadzie lub grudniu tego roku.
Obóz został wyzwolony w 1945 roku przez wojska amerykańskie. Do roku 1948 na jego terenie działał obóz internowania nr 6 (Civilian Internment Camp No. 6) dla osób oskarżonych o współpracę z nazistami.
Określenie "Stalag VII A" występuje w filmie Jak rozpętałem drugą wojnę światową – główny bohater Franek Dolas więziony jest w obozie jenieckim Stalag VII A zlokalizowanym w "Altdorf-Am-See".